# NR 900EK «Коршун»
NR 900EK «Коршун» — детектор нелінійних переходів (нелінійний локатор), призначений для виявлення вибухонебезпечних предметів з електронною начинкою, які знаходяться на поверхні ґрунту, у ґрунті, снігу та у будівельних конструкціях. Створений російською компанією STT Group.

## Опис
Виявляти вибухонебезпечні предмети з електронною начинкою може на відстані до 30 метрів, в залежності від умов.
Детектор також може використовуватися для виявлення прихованих металевих конструкцій, механізмів та пристроїв. Він також призначений для пошуку напівпровідникових електронних пристроїв, навіть якщо вони перебувають у вимкненому стані чи у режимі очікування.
За допомогою цих локаторів проводиться перевірка доріг, будівель на наявність радіокерованих фугасів та мін.
Також «Коршун» може стати у нагоді при пошуку схованок зі зброєю та боєприпасів, засобами зв'язку та іншими електронними пристроями.

## Склад
Локатор NR 900EK «Коршун» складається з приймача, антени, пульта управління та індикації. Має автономне джерело живлення. Всі ці елементи приладу з'єднуються між собою за допомогою кабелів.
Детектор з пультом управління закріплені на руків'ї для зручності експлуатації.
Заявлено, що вага приладу становить близько п'яти кілограмів, а час його роботи від акумуляторної батареї досягає 8 годин.

## Бойове застосування

### Російсько-українська війна
На початку квітня 2022 року один такий комплекс потрапив до рук Українських Сил оборони.